# UFC Fight Night: Henderson vs. dos Anjos
UFC Fight Night: Henderson vs. dos Anjos（ユーエフシー・ファイトナイト：ヘンダーソン・バーサス・ドス・アンジョス、別名UFC Fight Night 49）は、アメリカ合衆国の総合格闘技団体「UFC」の大会の一つ。2014年8月23日、オクラホマ州タルサのBOKセンターで開催された。

## 大会概要
4年11か月ぶりのオクラホマ州開催となった本大会ではベン・ヘンダーソンとハファエル・ドス・アンジョスによるライト級ワンマッチが組まれた。
キャリア6戦全勝のジョビー・サンチェスがUFCデビュー。

## 試合結果

### アーリープレリム
第1試合 フライ級ワンマッチ 5分3R
○  ウィルソン・ヘイス vs.  ジョビー・サンチェス ×
3R終了 判定3-0（29-28、29-28、29-28）

### プレリミナリーカード
第2試合 ウェルター級ワンマッチ 5分3R
○  ベン・ソーンダース vs.  クリス・ヒーズリー ×
1R 2:18 オモプラッタ
第3試合 バンタム級ワンマッチ 5分3R
○  マット・ホーバー vs.  アーロン・フィリップス ×
3R終了 判定3-0（29-28、29-28、29-28）
第4試合 ライト級ワンマッチ 5分3R
○  ベネイル・ダリウシュ vs.  トニー・マーティン ×
2R 3:38 肩固め
第5試合 ウェルター級ワンマッチ 5分3R
○  ニール・マグニー vs.  アレックス・ガルシア ×
3R終了 判定3-0（29-28、30-27、30-27）

### メインカード
第6試合 フェザー級ワンマッチ 5分3R
○  チャス・スケリー vs.  トム・ニーニマキ ×
1R 2:35 リアネイキドチョーク
第7試合 ライト級ワンマッチ 5分3R
○  ジェームス・ヴィック vs.  ヴォウミール・ラザロ ×
3R終了 判定3-0（29-28、30-27、29-28）
第8試合 67.6kg契約ワンマッチ 5分3R
○  マックス・ホロウェイ vs.  クレイ・コラード ×
3R 3:47 TKO（パウンド）
第9試合 ミドル級ワンマッチ 5分3R
○  ターレス・レイチ vs.  フランシス・カーモン ×
2R 0:20 KO（スタンドパンチ連打）
第10試合 ウェルター級ワンマッチ 5分3R
○  ジョーダン・メイン vs.  マイク・パイル ×
1R 1:12 TKO（左フック→パウンド）
第11試合 ライト級ワンマッチ 5分5R
○  ハファエル・ドス・アンジョス vs.  ベン・ヘンダーソン ×
1R 2:31 KO（左フック）

### 各賞
ファイト・オブ・ザ・ナイト： 該当者なし
パフォーマンス・オブ・ザ・ナイト： ハファエル・ドス・アンジョス、ジョーダン・メイン、ターレス・レイチ、ベン・ソーンダース
各選手にはボーナスとして5万ドルが支給された。